# Kutsenits Hydra City
De Kutsenits Hydra City is een serie hydraulische midibussen met lage instap van de Oostenrijkse busbouwer Kutsenits Busconstruction. De bus is leverbaar op basis van verschillende chassistypes en in verschillende lengtes. De bus is een van de eerste bussen die een hydraulische aandrijving heeft. De aandrijving bestaat daarnaast uit een elektrische motor die dienst als aanvulling. In de naam staat Hydra voor Hydraulic, vanwege de hydraulische aandrijving.
Er zijn verschillende types uitgebracht:
- City I
- City II
- City III
- City IV
- City V

## Hydra City Classic
Naast hydraulische aandrijving, is de bus ook beschikbaar met traditionele aandrijving (diesel, cng en lpg). Deze bussen worden Hydra City Classic genoemd en zijn vanwege een andere motor ongeveer een meter langer dan de hydraulische versie.

## Technische gegevens
|                             | I                                            | II                                           | III                                          | IV                                           | V                                            |
| --------------------------- | -------------------------------------------- | -------------------------------------------- | -------------------------------------------- | -------------------------------------------- | -------------------------------------------- |
| Chassis                     | * Mercedes-Benz Atego * MAN TGL * En anderen | * Mercedes-Benz Atego * MAN TGL * En anderen | * Mercedes-Benz Atego * MAN TGL * En anderen | * Mercedes-Benz Atego * MAN TGL * En anderen | * Mercedes-Benz Atego * MAN TGL * En anderen |
| Lengte                      | 7 790 mm                                     | 8 490 mm                                     | 9 590 mm                                     | 10 290 mm                                    | 11 090 mm                                    |
| Breedte                     | 2 350 mm                                     | 2 350 mm                                     | 2 350 mm                                     | 2 350 mm                                     | 2 350 mm                                     |
| Hoogte (excl. dakunit)      | 2 610 mm                                     | 2 610 mm                                     | 2 610 mm                                     | 2 610 mm                                     | 2 610 mm                                     |
| Wielbasis                   | 3 900 mm                                     | 4 600 mm                                     | 5 300 mm                                     | 6 000 mm                                     | 6 000 mm                                     |
| Vooroverbouw                | 2 130 mm                                     | 2 130 mm                                     | 2 530 mm                                     | 2 530 mm                                     | 2 530 mm                                     |
| Achteroverbouw              | 1 760 mm                                     | 1 760 mm                                     | 1 760 mm                                     | 1 760 mm                                     | 2 560 mm                                     |
| Zitplaatsen (+ klapstoelen) | 19 + 2                                       | 23 + 2                                       | 29 + 2                                       | 33 + 2                                       | 37 + 2                                       |
| Rolstoelplaatsen            | 1                                            | 1                                            | 1                                            | 1                                            | 1                                            |
| Capaciteit                  | ca. 45 personen                              | ca. 55 personen                              | ca. 65 personen                              | ca. 75 personen                              | ca. 85 personen                              |

## Inzet
In Nederland komt dit bustype niet voor, maar wel in onder andere Duitsland, Luxemburg, Slovenië, Zweden en Oekraïne.
| Land      | Bedrijf          | Type | Serie       | Aantal | Inzet              | Opmerking                        |
| --------- | ---------------- | ---- | ----------- | ------ | ------------------ | -------------------------------- |
| Luxemburg | Voyages Wagener  | III  | WV2010      | 1      | Citybus Ettelbruck |                                  |
| Zweden    | Dacke Buss       | III  | ??          | 1      | ??                 |                                  |
| Zweden    | Nettbuss         | III  | 70641-70646 | 6      | ??                 | Ex-Orusttrafiken Cng-bussen      |
| Zweden    | Orusttrafiken    | III  | 70641-70646 | 6      | ??                 | Verkocht aan Nettbuss Cng-bussen |
| Zweden    | Veolia Transport | III  | 2840-2845   | 6      | ??                 |                                  |

## Verwante types
- Kutsenits City LE; 12,4m versie van de City
- Kutsenits City; Minibusversie